# Focke-Wulf Fw 159
El Focke-Wulf Fw 159 fue un avión de caza experimental alemán de los años 1930 que nunca entró en producción. La compañía Focke-Wulf diseñó el avión como una de las cuatro propuestas para la competición Rüstungsflugzeug IV ("Avión armado IV") de 1934 con el fin de proporcionar un nuevo modelo de caza a la Luftwaffe (los otros eran los Arado Ar 80, Heinkel He 112 y Messerschmitt Bf 109, resultando ganador este último). La configuración ala de parasol del Fw 159 estaba basada en el exitoso avión de entrenamiento Focke-Wulf Fw 56 Stösser ; estaba propulsado por un motor Junkers Jumo 210, y disponía de cabina cerrada. El tren de aterrizaje principal era retráctil, alojándose completamente en la parte baja del fuselaje, sin embargo el mecanismo era muy poco confiable.

## Prototipos
Fw 159 V-1El primer prototipo estuvo listo en la primavera de 1935, pero se destruyó durante un aterrizaje accidentado, después de que fallara el despliegue del tren de aterrizaje principal.
Fw 159 V-2El segundo prototipo disponía de un tren de aterrizaje reforzado. Las características generales de vuelo eran buenas, pero el régimen de ascenso y el régimen de giro no eran satisfactorios, e hicieron que este modelo se quedara atrás con respecto a los demás contrincantes en la competición, que finalmente ganó el Messerschmitt Bf 109.

## Especificaciones (Fw 159 V-2)

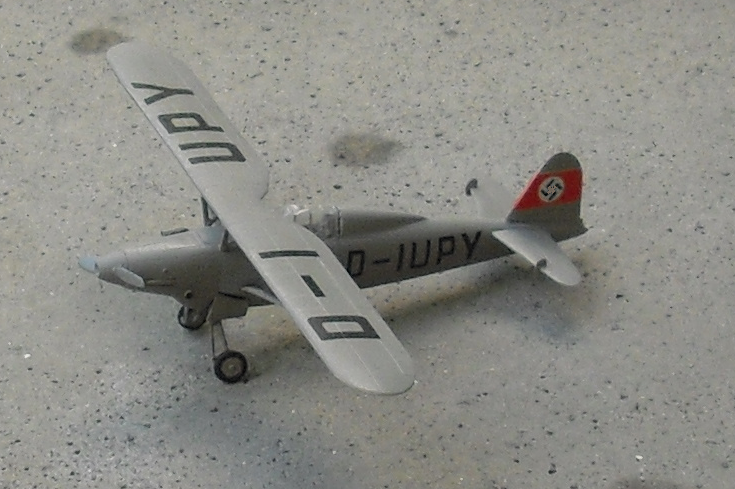
Modelo a escala del Fw 159

Referencia datos: Hitler's Luftwaffe

### Características generales
- Tripulación: 1 piloto
- Longitud: 9,77 m
- Envergadura: 12,4 m
- Altura: 3,75 m
- Peso vacío: 1.875 kg
- Peso cargado: 2.250 kg
- Planta motriz: 1× motor V12 invertido refrigerado por líquido Junkers Jumo 210Da.
  - Potencia: 507 kW (681 HP; 690 CV)
- Hélices: 1× bipala por motor.

### Rendimiento
- Velocidad máxima operativa (Vno): 385 km/h (239 MPH; 208 kt)
- Alcance: 650 km (351 nmi; 404 mi)

### Secuencias de designación
- Sistema de designación aeronaves del RLM: ← Fi 156 · Fi 157 · Fi 158 · Fw 159 · Ju 160 · Bf 161 · He 162 →

### Listas relacionadas
- Anexo:Aeronaves militares de Alemania en la Segunda Guerra Mundial